# Liste der Baudenkmäler in Maisach
Auf dieser Seite sind die Baudenkmäler in der oberbayerischen Gemeinde Maisach zusammengestellt. Diese Tabelle ist eine Teilliste der Liste der Baudenkmäler in Bayern. Grundlage ist die Bayerische Denkmalliste, die auf Basis des Bayerischen Denkmalschutzgesetzes vom 1. Oktober 1973 erstmals erstellt wurde und seither durch das Bayerische Landesamt für Denkmalpflege geführt wird. Die folgenden Angaben ersetzen nicht die rechtsverbindliche Auskunft der Denkmalschutzbehörde.

## Baudenkmäler nach Ortsteilen

### Maisach
| Lage                         | Objekt                                                    | Beschreibung | Akten-Nr.     | Bild             |
| ---------------------------- | --------------------------------------------------------- | --- | ------------- | ---------------- |
| Estinger Straße 7 (Standort) | Ehemaliges Bauernhaus                                     | langgestrecktes Wohnstallhaus, ebenerdig, mit sogenanntem Froschmaul an der Tenneneinfahrt, 1. Hälfte 19. Jahrhundert | D-1-79-134-16 | weitere Bilder   |
| Hauptstraße 18 (Standort)    | Ehemaliges Wohnstallhaus mit Kramerladen                  | zweigeschossiger massiver Putzbau mit Satteldach und biedermeierlicher Haustür, 1. Viertel 19. Jahrhundert | D-1-79-134-17 | weitere Bilder   |
| Hauptstraße 24 (Standort)    | Brauerei Maisach                                          | dreigeschossiger Satteldachbau mit Sudhaus, Malzdarre und Maschinenhaus, im Kern 18. Jh., Erweiterungen und Umbauten im 19. Jh., prägender Wiederaufbau und Umbau von Josef Zangerle, 1909, Umbau um 1954; mit technischer Ausstattung                                                                     | D-1-79-134-41 | Brauerei Maisach |
| Kirchenstraße 12 (Standort)  | Katholische Pfarrkirche St. Vitus (urspr. St. Laurentius) | spätgotischer Polygonalchor mit barockem Turm, 1759, und neu angefügtem Langhaus von Joseph Elsner, 1909/10; mit Ausstattung; Friedhofsmauer, Anfang 20. Jahrhundert; Leichenhalle, Putzbau mit Walmdach, 1910/20                                                                                          | D-1-79-134-1  | weitere Bilder   |
| Mühlfeldstraße 43 (Standort) | Dreiseithof                                               | Ehemaliges Bauernhaus, zweigeschossiger Satteldachbau, 19. Jahrhundert, Erweiterung und Erkeranbau 1936/37; Ehemals Stadel, Massivbau mit Satteldach, 19. Jahrhundert, nach Brand 1936/37 erhöht und ausgebaut; Ehemals Stall, kleiner Putzbau mit Satteldach, 19. Jahrhundert, mit späteren Veränderungen | D-1-79-134-34 | weitere Bilder   |
| Mühlfeldstraße 45 (Standort) | Ehemalige Wassermühle, sogenannte Hallermühle             | zweigeschossiges langgestrecktes Mühlengebäude mit Satteldach, 1. Drittel 19. Jahrhundert; mit Teilen der historischen Mühlenausstattung | D-1-79-134-18 | weitere Bilder   |

### Anzhofen
| Lage                  | Objekt             | Beschreibung | Akten-Nr.    | Bild           |
| --------------------- | ------------------ | --- | ------------ | -------------- |
| Anzhofen 3 (Standort) | Kapelle St. Ulrich | spätmittelalterlicher Saalbau mit polygonalem Chorschluss und schlankem Westturm, 15. Jahrhundert; mit Ausstattung, Weihe für 1524 verzeichnet, Anfang der 1980er Jahre restauriert. | D-1-79-134-2 | weitere Bilder |

### Diepoltshofen
| Lage                                   | Objekt               | Beschreibung                                                                                         | Akten-Nr.     | Bild           |
| -------------------------------------- | -------------------- | --- | ------------- | -------------- |
| Diepoltshofen (bei Nr. 3 a) (Standort) | Straßenbrücke        | Straßenbrücke mit gitterartig durchbrochenen Brüstungen, Beton, um 1915/20.                          | D-1-79-134-36 | Straßenbrücke  |
| Diepoltshofen 5 (Standort)             | Kapelle St. Leonhard | gotischer Chor einer 1780 eingestürzten Kirche, mit Dachreiter, 14./15. Jahrhundert; mit Ausstattung | D-1-79-134-3  | weitere Bilder |
| In Diepoltshofen (Standort)            | Wegkapelle           | kleiner massiver Putzbau, 19. Jahrhundert; mit Ausstattung                                           | D-1-79-134-4  | weitere Bilder |

### Frauenberg
| Lage                          | Objekt                             | Beschreibung | Akten-Nr.     | Bild           |
| ----------------------------- | ---------------------------------- | --- | ------------- | -------------- |
| Kirchbergstraße 7 (Standort)  | Katholische Filialkirche St. Maria | kleine romanische Chorturmanlage, 12./13. Jahrhundert, innen barockisiert, um 1770; mit Ausstattung; Reste der Friedhofsmauer, Ziegel | D-1-79-134-5  | weitere Bilder |
| Kirchfeldstraße 16 (Standort) | Bauernhaus                         | zweigeschossiger Bau mit steilem Satteldach und Putzdekor, Mitte 19. Jahrhundert                                                      | D-1-79-134-20 | weitere Bilder |

### Fußberg
| Lage                 | Objekt                              | Beschreibung                                                                                              | Akten-Nr.    | Bild           |
| -------------------- | ----------------------------------- | --- | ------------ | -------------- |
| Fußberg 6 (Standort) | Katholische Filialkirche St. Ulrich | romanische Chorturmanlage mit niedrigem Turm, 12./13. Jahrhundert, frühgotisch verändert; mit Ausstattung | D-1-79-134-6 | weitere Bilder |

### Galgen
| Lage                | Objekt                      | Beschreibung | Akten-Nr.     | Bild           |
| ------------------- | --------------------------- | --- | ------------- | -------------- |
| Galgen 2 (Standort) | Kruzifix mit Lourdesmadonna | um 1900, und zwei neugotischen Totenbrettern, wohl 2. Hälfte 19. Jahrhundert                                      | D-1-79-134-23 | weitere Bilder |
| Galgen (Standort)   | Votiv- und Hofkapelle       | historisierender Bau mit Dachreiter und Portikus, nach dem Ersten Weltkrieg gestiftet und erbaut; mit Ausstattung | D-1-79-134-22 | weitere Bilder |

### Germerswang
| Lage                                 | Objekt                               | Beschreibung | Akten-Nr.     | Bild           |
| ------------------------------------ | ------------------------------------ | --- | ------------- | -------------- |
| Kermarstraße 9 (Standort)            | Dreiseithof (Beim Bauer)             | Wohnhaus, zweigeschossiger Putzbau mit steilem Satteldach, Mitte 19. Jahrhundert; Pferdestall, langgestreckter verputzter Ziegelsteinbau, 1888; Ökonomieflügel, zweigeschossiger Neubau mit flachem Satteldach, bezeichnet 1906, wohl mit älterem Kern | D-1-79-134-25 | weitere Bilder |
| Kirchweg 1 (Standort)                | Katholische Filialkirche St. Michael | schlichter, einhüftiger Satteldachbau mit Chorturm, Neubau von H. Iffer, 1957/58; Ausstattung des Vorgängerbaus von 1737; Friedhofsmauer, gleichzeitig; Missionskreuz, Eisen, bezeichnet 1905                                                          | D-1-79-134-24 | weitere Bilder |
| am südwestlichen Ortsrand (Standort) | Straßenbrücke über die Maisach       | mit gitterartig durchbrochenen Brüstungen, Beton, um 1915/20 | D-1-79-134-35 | weitere Bilder |

### Malching
| Lage                               | Objekt                                | Beschreibung | Akten-Nr.     | Bild           |
| ---------------------------------- | ------------------------------------- | --- | ------------- | -------------- |
| Pfarrer-Dippel-Straße 3 (Standort) | Katholische Pfarrkirche St. Margareth | Saalbau mit stark eingezogenem spätgotischem Polygonalchor, Chorflankenturm und angefügter Sakristei, 1675 barockisiert, 1883/85 regotisiert, und Erweiterung nach Westen durch Richard Steidle 1936; mit Ausstattung | D-1-79-134-13 | weitere Bilder |
| Pfarrer-Dippel-Straße 4 (Standort) | Ehemaliges Pfarrhaus                  | zweigeschossiger Satteldachbau mit Putzgliederung, 1. Hälfte 19. Jahrhundert | D-1-79-134-14 | weitere Bilder |

### Prack
| Lage               | Objekt    | Beschreibung               | Akten-Nr.    | Bild           |
| ------------------ | --------- | -------------------------- | ------------ | -------------- |
| Prack 1 (Standort) | Bildstock | Sandstein, 16. Jahrhundert | D-1-79-134-7 | weitere Bilder |

### Rottbach
| Lage                          | Objekt                              | Beschreibung | Akten-Nr.     | Bild           |
| ----------------------------- | ----------------------------------- | --- | ------------- | -------------- |
| Lappacher Straße (Standort)   | Katholische Pfarrkirche St. Michael | spätgotische Chorturmanlage, um 1485, Barockisierung 1699, mit Langhaus von 1912; mit Ausstattung                                          | D-1-79-134-8  | weitere Bilder |
| Lappacher Straße 3 (Standort) | Ehemaliges Pfarrhaus                | dann Wohnhaus mit Kramerladen, zweigeschossiger Satteldachbau mit Putzgliederung und Kruzifix in kreuzförmiger Nische, dendro.dat. 1666/67 | D-1-79-134-27 | weitere Bilder |
| Lappacher Straße 8 (Standort) | Bauernhaus eines Zwiehofes          | zweigeschossiger Satteldachbau mit gusseisernem Balkon, Mitte und Ende 19. Jahrhundert                                                     | D-1-79-134-28 | weitere Bilder |

### Stefansberg
| Lage                         | Objekt                               | Beschreibung | Akten-Nr.     | Bild           |
| ---------------------------- | ------------------------------------ | --- | ------------- | -------------- |
| Stefanusstraße 1 (Standort)  | Ehemaliges Bauernhaus (Beim Feichtn) | eineinhalbgädiges Wohnstallhaus mit Satteldach und Haustür mit neugotischen Verzierungen, alter Wohnteil 17./18. Jahrhundert, Stall von 1937/38; über dem Hauseingang Mörtelplastik in Kreuzform | D-1-79-134-29 | weitere Bilder |
| Stefanusstraße 16 (Standort) | Katholische Filialkirche St. Stephan | wohl auf ehemaligem Turmhügel, spätgotischer Saalbau mit Polygonalchor der ehemaligen Chorturmanlage, Anfang 16. Jahrhundert, im 17. Jahrhundert verändert; mit Ausstattung                      | D-1-79-134-9  | weitere Bilder |

### Überacker
| Lage                              | Objekt                                                 | Beschreibung | Akten-Nr.     | Bild                  |
| --------------------------------- | ------------------------------------------------------ | --- | ------------- | --------------------- |
| Bartholomäusstraße 6 (Standort)   | Ehemaliges Bauernhaus                                  | zweigeschossiges Wohnhaus mit Satteldach und klassizistischer Haustür, um 1800                                        | D-1-79-134-32 | Ehemaliges Bauernhaus |
| Bergstraße 46 (Standort)          | Katholische Kapelle St. Wolfgang                       | kleiner Saalbau mit polygonalem Chorschluss, Lisenengliederung und Dachreiter mit Spitzhelm, 1700/01; mit Ausstattung | D-1-79-134-11 | weitere Bilder        |
| Pfarrstraße 4 (Standort)          | Katholische Filialkirche St. Bartholomäus und Valentin | romanische Chorturmkirche mit barocken Veränderungen, wohl 13. Jahrhundert, 1961 verlängert; mit Ausstattung          | D-1-79-134-10 | weitere Bilder        |
| St.-Wolfgang-Straße 16 (Standort) | Ehemaliges Kleinbauernhaus, sogenannter Humbshof       | erdgeschossiges Wohnhaus mit steilem Satteldach, aufgedoppelter Rautentür und gesägtem Traufbrett, 18. Jahrhundert    | D-1-79-134-33 | weitere Bilder        |

### Unterlappach
| Lage                      | Objekt                                         | Beschreibung | Akten-Nr.     | Bild           |
| ------------------------- | ---------------------------------------------- | --- | ------------- | -------------- |
| Unterlappach 7 (Standort) | Katholische Filialkirche St. Mariä Himmelfahrt | spätgotischer Saalbau mit stark eingezogenem Polygonalchor, angefügter Sakristei und Chorflankenturm, 15. Jahrhundert, Ende 17. Jahrhundert barockisiert und erweitert; mit Ausstattung; Friedhofsmauer, 18. Jahrhundert | D-1-79-134-12 | weitere Bilder |

### Zötzelhofen
| Lage                      | Objekt  | Beschreibung                                                         | Akten-Nr.     | Bild           |
| ------------------------- | ------- | -------------------------------------------------------------------- | ------------- | -------------- |
| In Zötzelhofen (Standort) | Kapelle | kleiner Putzbau mit Apsis, wohl 18./19. Jahrhundert; mit Ausstattung | D-1-79-134-15 | weitere Bilder |

## Ehemalige Baudenkmäler
In diesem Abschnitt sind Objekte aufgeführt, die früher einmal in der Denkmalliste eingetragen waren, jetzt aber nicht mehr. Objekte, die in anderem Zusammenhang – also z. B. als Teil eines Baudenkmals – weiter eingetragen sind, sollen hier nicht aufgeführt werden. Aktennummern in diesem Abschnitt sind ehemalige, jetzt nicht mehr gültige Aktennummern.

| Lage                                     | Objekt                     | Beschreibung                                                                        | Akten-Nr. | Bild               |
| ---------------------------------------- | -------------------------- | ----------------------------------------------------------------------------------- | --------- | ------------------ |
| Frauenberg Kirchfeldstraße 15 (Standort) | Haustür                    | Verzierte Haustür am alten Wohnteil eines Bauernhauses, 2. Hälfte 19. Jahrhundert   |           | BW                 |
| Oberlappach Am Brand 2 (Standort)        | Wohnhaus eines Bauernhofes | zweigeschossiger Satteldachbau, neugotische Haustür, Mitte und Ende 19. Jahrhundert |           | BW                 |
| Stefansberg Stefanusstraße 18 (Standort) | Ehemals Bauernhaus         | zweigeschossiger Massivbau mit Satteldach und Balkon, 2. Hälfte 19. Jahrhundert     |           | BW                 |
| Überacker Bergstraße 1 (Standort)        | Ehemals Bauernhaus         | zweigeschossiges Wohnhaus mit Satteldach und neugotischer Haustür, bezeichnet 1875  |           | Ehemals Bauernhaus |